# Бакланово (Рязанская область)
Бакланово — деревня в Пронском районе Рязанской области. Входит в Погореловское сельское поселение

## География
Находится в юго-западной части Рязанской области на расстоянии приблизительно 11 км на юго-восток по прямой от районного центра города Пронск.

## История
Известна с XVI века как пустошь Баклановская. На карте 1840 года уже обозначена как населенный пункт. В 1859 году здесь (тогда деревня Скопинского уезда Рязанской губернии) было учтено 30 дворов, в 1897 — 50.

## Население
Численность населения: 265 человек (1859), 297 (1897), 110 (русские 95 %) в 2002 году, 112 в 2010.